# Gianni Candussi
Gianni Candussi (Romans d'Isonzo, 13 ottobre 1950) è un allenatore di calcio ed ex calciatore italiano, di ruolo portiere.

## Carriera
Cresciuto nella Pro Romans, squadra dilettantistica friulana, esordisce in Serie B con la maglia dell'Arezzo, dove è portiere di riserva tra il 1969 e il 1972.

Candussi in parata in un Giulianova-Sassari Torres del 1972

In seguito disputa due stagioni in prestito, al Giulianova, nel campionato di Serie C 1972-1973 concluso con il 2º posto dietro la SPAL, dove resta imbattuto per 977 minuti, e all'Avellino, tra i cadetti, prima di rientrare per un'ulteriore stagione all'Arezzo, con cui totalizza complessivamente 21 presenze in Serie B. Nel 1975 viene acquistato dal Piacenza, allenato da Giovan Battista Fabbri, che lo aveva avuto al Giulianova. Con gli emiliani è titolare nel campionato di Serie B 1975-1976 concluso con la retrocessione, mentre nella stagione successiva perde il posto a favore di Stefano Lazzara, disputando 7 partite di campionato.
A fine stagione passa al Brindisi, sempre in Serie C, con cui termina all'ultimo posto in campionato venendo declassato nella neonata Serie C2 disputando 25 partite. Rimane in forza ai pugliesi fino al 1984, disputando sei campionati consecutivi di Serie C2 e allenandoli nel campionato 1984-1985.
Ha disputato 78 partite in Serie B con le maglie di Arezzo, Avellino e Piacenza.

## Palmarès

### Allenatore
- Serie C2: 1

Brindisi: 1984-1985